# Cruxati (distrito de Itapipoca)
Cruxati é um distrito do município de Itapipoca, no estado do Ceará. Foi criado com o nome de "Barrenta" em 1933, tendo sua denominação alterada para a atual em 20 de dezembro de 1938. Em 1969, ocorre uma transferência de sede, para o então povoado de Betânia.